# Sadirac
Sadirac település Franciaországban, Gironde megyében. Lakosainak száma 4718 fő (2022. január 1.). Sadirac Camarsac, Loupes, Lignan-de-Bordeaux, Saint-Caprais-de-Bordeaux, Madirac, Saint-Genès-de-Lombaud, Créon, Cursan és Le Pout községekkel határos.

## Népesség
A település népessége az elmúlt években az alábbi módon változott:
| Lakosok száma | 1043 | 2116 | 2899 | 3372 | 3804 | 4119 | 4244 | 4499 | 4626 | 4718 |
|               | 1968 | 1982 | 1990 | 2006 | 2013 | 2015 | 2017 | 2019 | 2020 | 2022 |